# Arrondissement Montpellier
Arrondissement Montpellier (fr. Arrondissement de Montpellier) je správní územní jednotka ležící v departementu Hérault a regionu Languedoc-Roussillon ve Francii. Člení se dále na 22 kantonů a 93 obcí.

## Kantony
| - Castelnau-le-Lez - Castries - Claret - Frontignan - Lattes - Lunel - Les Matelles - Mauguio - Mèze - Montpellier-1 - Montpellier-2 | - Montpellier-3 - Montpellier-4 - Montpellier-5 - Montpellier-6 - Montpellier-7 - Montpellier-8 - Montpellier-9 - Montpellier-10 - Pignan - Sète-1 - Sète-2 |